# Дентон (Џорџија)
Дентон (Џорџија) (енгл. Denton) град је у америчкој савезној држави Џорџија. По попису становништва из 2010. у њему је живело 250 становника.

## Демографија
Према попису становништва из 2010. у граду је живело 250 становника, што је 19 (7,1%) становника мање него 2000. године.
| Група             | 2000.       | 2010.       |
| Белци             | 199 (74,0%) | 193 (77,2%) |
| Афроамериканци    | 50 (18,6%)  | 50 (20,0%)  |
| Азијати           | 0 (0,0%)    | 0 (0,0%)    |
| Хиспаноамериканци | 18 (6,7%)   | 3 (1,2%)    |
| Укупно            | 269         | 250         |